# Apollohal
De Apollohal is een gebouw op de hoek van de Apollolaan en de Stadionweg in Amsterdam. Het werd in 1934 gebouwd door de architect Albert Boeken met medewerking van W. Zweedijk in de stijl van het nieuwe bouwen.
De Apollohal was aanvankelijk een tennishal, later een tentoonstellingsgebouw en een ijsbaan. Na een grootschalige renovatie in 2004-2005 (architect: André van Stigt) wordt de hal gebruikt door sportverenigingen, vooral voor basketbal. De hal is de thuishaven van professioneel basketbalclub BC Apollo. Sinds 2004 is het een rijksmonument. Het gebouw wordt beheerd onder het Amsterdamse Stadsdeel Zuid.
Het ontwerp in de stijl van het nieuwe bouwen is het belangrijkste werk van Boeken en een vroeg voorbeeld van staalskeletbouw. Een constructie van gelaste, stalen spanten maakt het mogelijk om een grote, vrije overspanning te maken. De muren hebben geen dragende functie en konden dus uit licht materiaal opgetrokken worden.
Bij het gebouw behoort ook de voormalige directeurswoning aan de Stadionweg. De oorspronkelijke hoofdingang, hiernaast aan de Stadionweg, is sinds 2005 de ingang voor de horeca-voorzieningen en beheer- en bestuurskamers.
In het zuidoostelijk deel van het complex, werd in 1954 de bioscoop Du Midi ingericht die in 1957 geheel uitbrandde. In 1959 werd dit deel herbouwd onder de architect Alexander Bodon, waarna de bioscoop tot 1982 dienstdeed. Daarna stond dit gebouw tot de renovatie in 2004 leeg.
Sinds 2005 zijn twee gymnastieklokalen (voor de scholen in de buurt) gevestigd in dit deel van de hal, ook is hier nu de hoofdingang van de Apollohal. Sinds 2007 bevindt zich in dit deel ook een fitnesscentrum.
Aan de zijde van het Zuider Amstelkanaal was een café-restaurant gevestigd, het Apollo Paviljoen, dat oorspronkelijk deel uitmaakte van het complex. Op de plaats van de vroegere outdoor-gravelbanen verrees in 1961 het Apollo Hotel. Het Apollo Paviljoen werd toen een deel van het hotel.

## Externe links

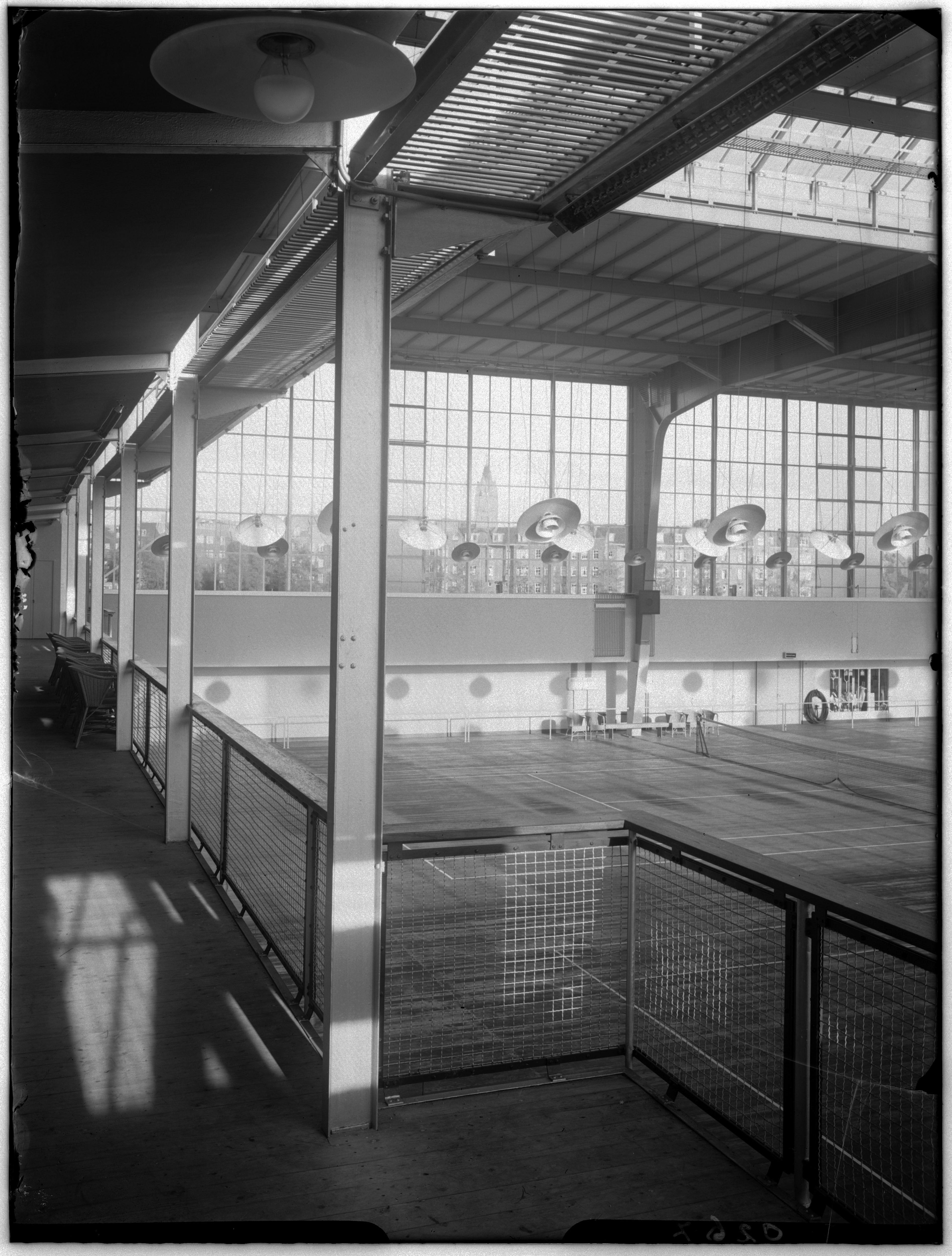
Het interieur bij de oplevering
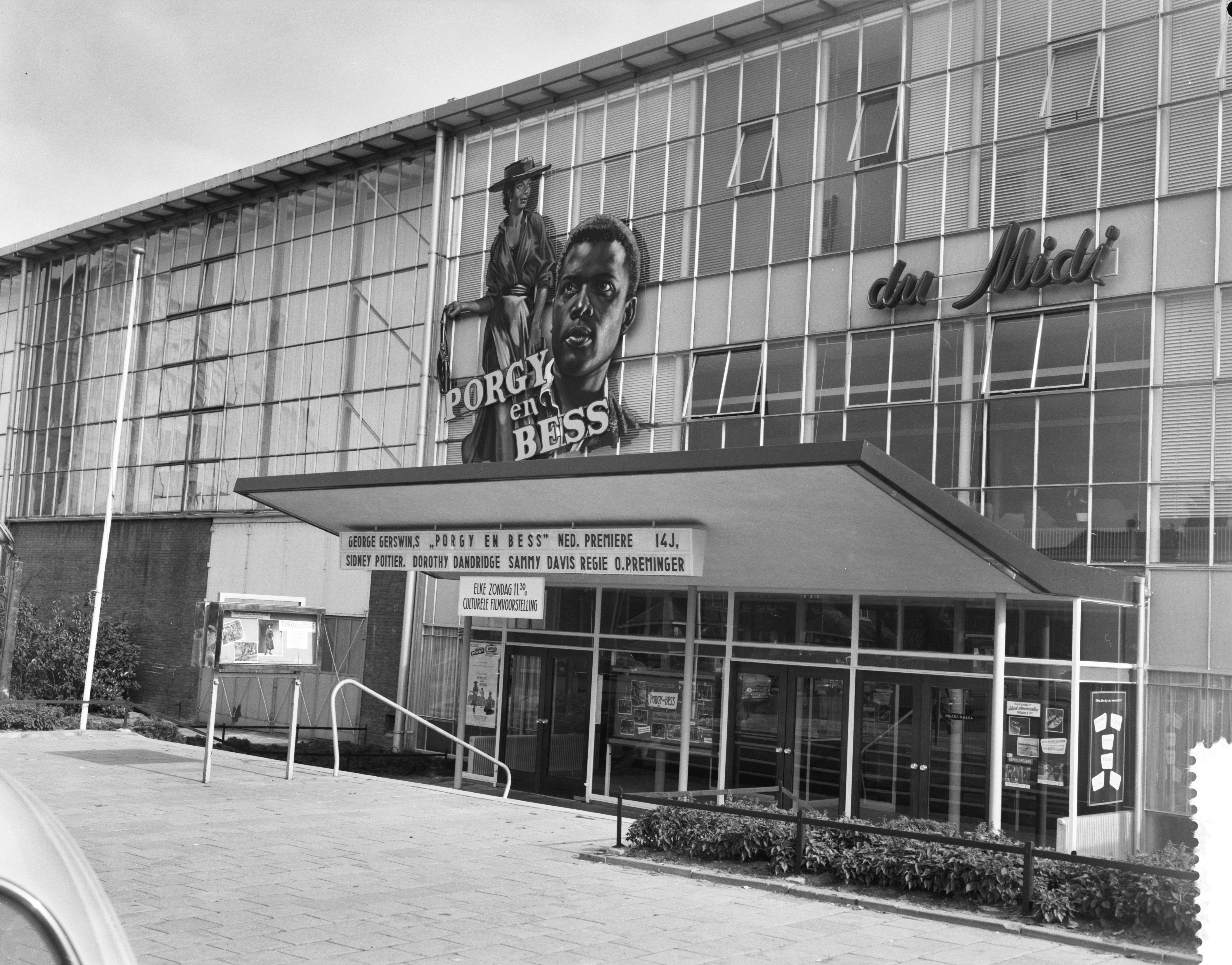
Bioscoop Du Midi
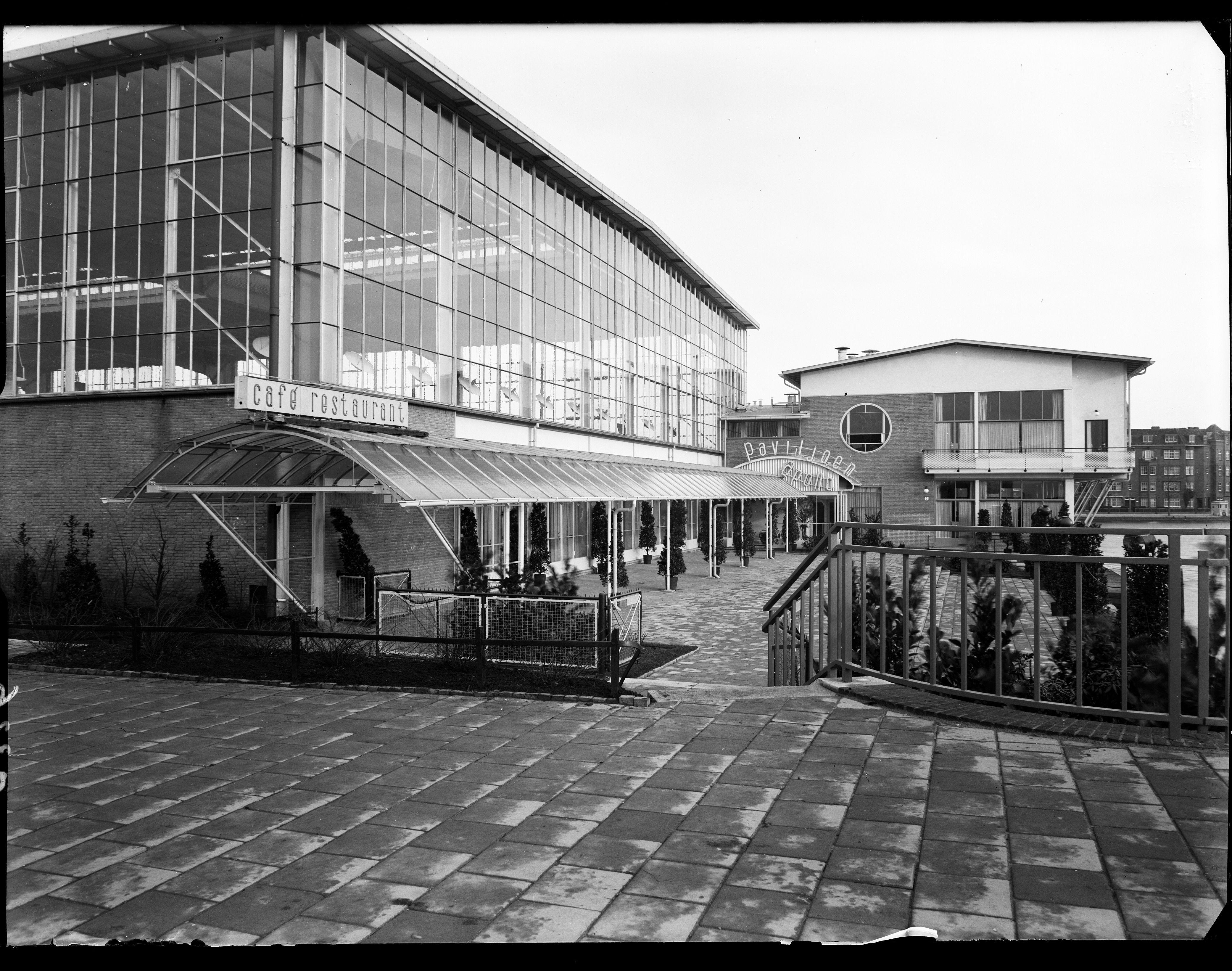
Apollo paviljoen